# Consolida samia
Consolida samia és una espècie que pertany a la família de les ranunculàcies.

## Descripció
Consolida samia és una petita planta herbàcia anual amb una tija d'uns 4 a 6 cm d'alçada, escassament ramificada, coberta d'un dens pèl llanós. Les seves fulles es divideixen en tres segments estrets que fan 1 cm de llarg. La planta també té fulles modificades peludes més petites que són lineals i sovint indivises. Produeix una o dues característiques flors liles pàl·lides per branca. La corol·la és subtrilobulada, el lòbul mitjà és curt, ample i de veta porpra, mentre que els dos laterals són petits i triangulars. El pètal exterior s'ha modificat en un esperó de 15 a 17 mm de llarg, gairebé el doble de llarg que la corol·la.

## Distribució i hàbitat
Consolida samia és un endèmica en una àrea de distribució petita del qual es creia que es limitava a l'illa de Samos, on creix a l'escarpada tartera de pedra calcària del Mont Kerkis a una altitud de 800 m. El 2011 es va trobar una segona població en una zona molt limitada del turó de Soma Kocasivri, a la frontera de Balikesir de Manisa (Anatòlia occidental, Turquia) a una altitud de 900 m. Sembla que aquesta espècie es limita a un hàbitat molt particular. Creix només en tarteres de grava solta, amb els còdols més grans que fan uns 2 cm de diàmetre i mai no s'ha trobat a cap àrea rocosa adjacent o camps veïns amb afloraments de pedra més grans. La tartera on creix no té una cobertura vegetal densa, tot i que, tot i créixer a l'aire lliure, és fàcil de passar per alt a causa de la seva mida molt petita.
Dades d'interès
Consolida samia està estretament relacionada amb el congènere simpàtric Consolida hellespontica, però les dues espècies mai coexisteixen ja que tenen requisits ecològics diferents. La tartera escarpada de pedra calcària on creix Consolida samia és d'alt interès científic perquè només acull unes poques espècies, la majoria de les quals endèmiques de les illes Egees.
Amenaces
Aquesta espècie s'ha classificat com a en perill crític d'acord amb els criteris de la Llista vermella de la UICN. Això significa que les dues úniques poblacions conegudes de l'espècie estan molt fragmentades i aïllades. La població trobada recentment a Turquia està sotmesa a una intensa pressió pasturatge (pasturatge de petits propietaris, ramaderia o agricultura) i el nombre d'individus és inferior a 100. Segons informes anteriors de l'única localització de l'illa de Samos, la població comptava d'uns 20 i 100 plantes el 1975 i el 1996, respectivament. Com que és anual, la població pot ser propensa a fluctuacions anuals normals i canvis de lloc. Les plantes creixen en una àrea inaccessible i són petites, de manera que potser es poden haver perdut o que estiguin emmagatzemades al banc de llavors del sòl, a l'espera de les condicions adequades per a la seva germinació.
El restabliment de l'espècie serà cada vegada més improbable juntament amb la disminució de les poblacions existents. De fet, només els pocs individus restants que viuen poden ser capaços d'escampar algunes de les seves llavors cap amunt mitjançant la dispersió del vent, mentre que la majoria de les llavors ja emmagatzemades al sòl són transportades cap avall per l'erosió o a causa de la dinàmica normal de les tarteres, per tant a àrees que continguin zones amb més pedres grans, probablement representin un hàbitat inadequat per a l'espècie (amenaça d'allaus/esllavissades). Si la planta encara no està extingida, es pot veure amenaçada amb la recol·lecció per part de recol·lectors de plantes i aïllament genètic a causa de la seva petita mida de població.
Accions de conservació
Els estudis de camp són necessaris per actualitzar els coneixements actuals sobre la distribució de la planta i els principals riscos a què s'enfronta. Els estudis haurien d'incloure investigacions sobre la seva biologia de la reproducció que encara no s'hagin dut a terme. Les accions de conservació s'han de planificar acuradament en funció dels resultats d'aquesta investigació. L'ampliació de la reserva del Mont Kerkis ja existent per incloure els camps de tartera proporcionaria una protecció addicional i podria protegir eficaçment altres plantes endèmiques i en perill d'extinció locals, així com diverses comunitats rares de plantes de penya-segats i pastures i boscos rics en espècies. Aquesta espècie també es beneficiaria del cultiu ex situ als jardins botànics.

## Taxonomia
Consolida samia va ser descrita per Peter Hadland Davis i publicat a Notes from the Royal Botanic Garden, Edinburgh 26: 172, a l'any 1965.
Etimologia
Veure:Consolida
samia: epítet